# David Gordon (schrijver)
David Gordon (geb. 1951) is een Amerikaanse schrijver over, trainer in en ontwikkelaar van het neurolinguïstisch programmeren (NLP). Met onder anderen Leslie Cameron, Judith DeLozier, Robert Dilts, Steve Gilligan en Maribeth Meyers-Anderson behoorde hij tot de oorspronkelijke groep studenten, die rond 1975 met Richard Bandler en John Grinder de grondslagen van NLP hebben gelegd.
Gordon draagt al tientallen jaren bij aan de ontwikkeling en de vorming van NLP. Zijn boek Therapeutic Metaphors uit 1978 is een van de klassiekers in de NLP-literatuur. Het boek is gebaseerd op zijn modelleringsonderzoek van de beroemde hypnotherapeut Milton Erickson en het gaat over het gebruik van metaforen in de psychotherapie. In dit boek worden bovendien voor het eerst de submodaliteiten van het denken beschreven. Over het onderzoek van Erickson heeft Gordon samen met Maribeth Meyers-Anderson in 1981 ook het boek Phoenix gepubliceerd. Van recentere datum is de Experiential Array, die hij samen met Graham Dawes heeft ontwikkeld. Deze modelleringstechniek wordt beschreven in hun boek Expanding Your World uit 2005.
Gordon woont tegenwoordig bij de Sonorawoestijn in de staat Sonora in Mexico. Hij schrijft dat hij daar leeft "samen met mijn vrienden: de coyotes, ratelslangen, vogelspinnen, schorpioenen, hagedissen en andere fraaie schepsels."